# Juan Francisco de la Cerda
Juan Francisco de la Cerda Enríquez de Ribera (Medinaceli, 4 de noviembre de 1637-Madrid, 20 de febrero de 1691) VII marqués de Cogolludo, IV marqués de Alcalá de la Alameda, VI duque de Alcalá de los Gazules, IX conde de Los Molares, IX marqués de Tarifa, VIII conde de El Puerto de Santa María y VIII duque de Medinaceli, fue un noble y político español de la casa de Medinaceli.

## Biografía
Era hijo de Antonio Juan Luis de la Cerda, VII Duque de Medinaceli, y de Ana María Luisa Enríquez de Ribera Portocarrero y Cárdenas, V duquesa de Alcalá de los Gazules. Heredó de su padre el título de VIII duque de Medinaceli.  
El 6 de noviembre de 1675 Carlos II alcanzaba su mayoría de edad según los dispuesto en el testamento de Felipe IV. En ese mismo día Juan José de Austria se había desplazado hasta la Corte con la intención de que su hermano le otorgase la gobernación de la monarquía. Tras la reunión de los dos hermanos, Carlos II dispuso que don Juan se aposentase en el Palacio del Buen Retiro y que allí aguardase instrucciones. Poco después se produjo una dramática entrevista entre el rey y su madre, la hasta entonces regente Mariana de Austria
Al igual que sus antecesores se mantuvo fiel a la monarquía de los Austrias y, tras la muerte de Juan José de Austria (1679), se convirtió en el valido de Carlos II, así como fue nombrado su sumiller de corps, cargo de indudable influencia, y caballerizo mayor. Inició una política económica de claro carácter reformista, desarrollada a través de la Junta de Comercio y Moneda. La devaluación de la moneda que puso en marcha llevó al colapso de precios y al acaparamiento de granos lo que provocó indirectamente diversas bancarrotas.

## Matrimonio y Descendencia
Engrandeció la casa de Medinaceli con su matrimonio con Catalina de Aragón y Cardona (1635-1697), duquesa de Segorbe, Cardona y Lerma. El matrimonio fue realizado en la ciudad de Lucena el 1 de mayo de 1653 y reunía en sus manos numerosos títulos de estas dos casas, y que significó la unión con la de Medinaceli. A pesar de los intentos del tío de Catalina, Pedro Antonio, de evitar que los títulos se transmitieran por línea femenina. A su muerte pasaron al hijo de ambos, Luis Francisco, que se convirtió prácticamente en el hombre más rico y poderoso de su tiempo. Asimismo, gracias a esta política matrimonial de la Casa de Medinaceli, ésta engrosó ampliamente su número de títulos nobiliarios y estados señoriales, que la convirtieron en una de las casas nobles más importante a finales del siglo XVIII. 
Del matrimonio con Catalina de Aragón nacieron 12 hijos: 
- Ana María (1654-1656)
- Mariana (1656-?)
- Feliche María (1657-1709)
- Luis Francisco (1660-1711)
- Antonia Basilisa (1662-1679)
- Ana Catalina (1663-1698)
- Juana (1664-1724)
- Teresa María (1665-1685)
- Lorenza Clara (1666-1697)
- Isabel María (1667-1708)
- Francisco de Paula (1675-1681)
- María Nicolasa (1680-?)

## Últimos años y fallecimiento
Debido a los escasos resultados inmediatos de su política económica que a la larga se demostró eficaz, se produjo un estallido de revueltas en distintos puntos de la península ibérica que, junto a las derrotas militares frente a la Francia de Luis XIV (Tregua de Ratisbona de 1684), hizo que el duque se viera obligado a dimitir de su cargo en abril de 1685. Posteriormente, en junio del año indicado, el rey le ordenó su salida de la Corte. Imponerle su retiro de la Corte era tanto como desterrarle. Se trasladó a Cogolludo y, posteriormente, a Guadalajara, pero ante el agravamiento de sus enfermedades los familiares de Medinaceli solicitaron su retorno a Madrid para la curación de los achaques, logrando el beneplácito con la condición de que renunciara a todos los cargos palatinos que hasta el momento ostentaba. Medinaceli retornó a Madrid, pero el empeoramiento de la perlesía lo llevó a la muerte el 20 de febrero de 1691. Fue enterrado en el convento de capuchinos de San Antonio de Madrid. Todos sus títulos pasaron a su hijo, Luis Francisco de la Cerda Aragón, IX duque de Medinaceli.